# Bertha Schmieth
Bertha Schmieth (* 1. Februar 1860 in Itzehoe; † 1940) war eine deutsche Porträt- und Landschaftsmalerin.

## Leben

### Persönliches
Bertha Schmieth war die Tochter eines Itzehoer Goldschmieds. 1896 siedelte sie nach Schwerin über, wo ihr Bruder als Goldschmied tätig war. Im Schweriner Adressbuch von 1938 war sie mit der Anschrift Weinbergstr. 5 in Schwerin verzeichnet.

### Werdegang
Bertha Schmieth wurde zur Erzieherin ausgebildet und ging, aufgrund des frühen Todes ihrer Eltern, als Au-pair-Mädchen nach Bordeaux. Dort erhielt sie, zusammen mit den Kindern des Hauses, bei Louis-Auguste Auguin (1824–1904), einem Schüler von Jean Baptiste Corot, Zeichen- und Malunterricht.
Von 1891 bis 1896 besuchte sie die Malerinnenschule Karlsruhe, an der sie von Paul Borgmann und Caspar Ritter, der dort auch an der Kunstakademie lehrte, unterrichtet wurde. 1900 entschloss sie sich zu einem weiteren sechsmonatigem Studium bei dem Porträt- und Landschaftsmaler Paul Nauen in München.
In Schwerin wurde sie zu einer auch in Hofkreisen geschätzten Porträtmalerin. Sie stellte häufig im Schweriner Marienpalais sowie im Museum am Alten Garten aus. Sie erhielt auch Aufträge vom Schweriner Museum, sowie vom Herzog Friedrich Wilhelm II., der ihr erlaubte, im Marienpalais zu malen.
Sie schuf, neben ihren Porträtmalereien, ihrem Arbeitsschwerpunkt, auch Landschafts- und Blumenbilder sowie Stillleben.